# Zillur Rahman

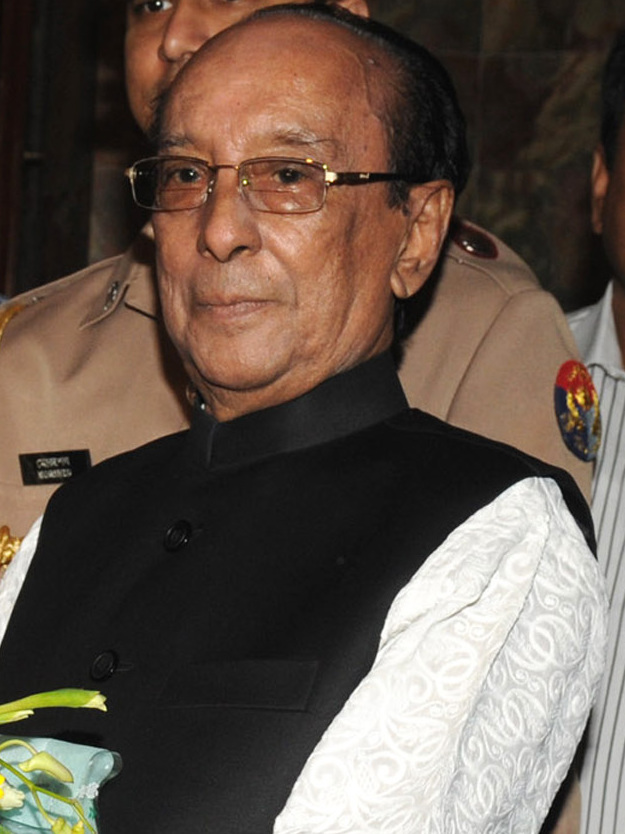
Zillur Rahman (2011)

Mohammad Zillur Rahman (bengalisch জিল্লুর রহমান Jillur Rahamān; * 9. März 1929 in Bhairab, Distrikt Kishorganj; † 20. März 2013 in Singapur) war ein bangladeschischer Politiker, Staatspräsident und führendes Mitglied der Awami-Liga.

## Leben
Zillur Rahman besuchte höhere Schulen in seinem Heimatland und absolvierte ein Studium der Rechtswissenschaften an der University of Dhaka. Schon 1952 wurde Zillur Rahman im Rahmen der bengalischen Sprachenbewegung politisch aktiv. Im Jahre 1970 wurde er als Kandidat der Awami-Liga ins pakistanische Gesamtparlament gewählt. Durch die sohin entstandenen Mehrheitsverhältnisse sahen sich westpakistanische Führer zur Annullierung der Wahl genötigt – andernfalls hätte eine Awami-Regierung für Gesamt-Pakistan gedroht. Diese Unterdrückung der Separatistenbewegung mündete in den Bangladesch-Krieg und dann weiter in die Unabhängigkeit des Landes von Pakistan.
Rahman blieb weiterhin politisch tätig: Während des Krieges als Mitglied der Exil-Regierung, im neuentstandenen Staat ab 1972 als Generalsekretär der Awami-Liga. In den Wahlen zum Parlament 1973 konnte Rahman ein Mandat erringen. Nach der Ermordung von Mujibur Rahman wurde er von der putschenden Junta für vier Jahre inhaftiert.
Als Awami abermals an die Macht gelangte, war Rahman als Minister Mitglied der Regierung Bangladeschs von 1996 bis 2001. 
Vom 12. Februar 2009 bis zu seinem Tode war Zillur Rahman Staatspräsident des Landes.